# Slutsten
För annan betydelse av agraff än slutsten, se Agraff och Agraff (kirurgi).

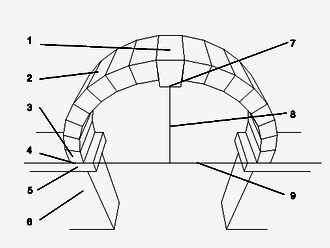
1. slutsten
2. kilsten
3. anfangssten
4. anfang
5. impost
6. vederlag
7. hjässa
8. pilhöjd
9. spännvidd

Slutsten eller nyckelsten utgör mittstenen i en valvbåge eller ett ribbvalv som låser de andra delarna på plats. I en båge är slutstenen ofta längre än kilstenarna. Ett ornament eller dekor på slutstenen kallas agraff.

## Bilder
| - Slutsten med relief i slottskapellet i Malbork. - Slutsten med maskaron. Musée des Beaux-Arts et d'Archéologie i Besançon. |